# Ambracijski zaljev
Ambracijski zaljev, zvan i Zaljev kod Arte ili Zaljev kod Akcija (grčki: Αμβρακικός κόλπος), je morski zaljev u Jonskom moru na sjeverozapadu Grčke.  

## Zemljopisne osobine
Zaljev je dug oko 40 km i širok oko 15 km, to je jedan od najvećih zatvorenih zaljeva u Grčkoj. Gradovi Preveza, Amfilohija, i Vonica leže na obalama Ambracijskog zaljeva, zaljev ima oko 500 km².
Ulaz u zaljev je 700 metara širok morski kanal između Akcija (antički Actium) na jugu i grada Preveze na sjeveru, suvremeni tunel povezuje ta dva grada.  
Zaljev je prilično plitak, a njegova obala puna brojnih močvarama koje stvaraju estuariji rijeke Luros i Araktosa koje utječu u njega. Vode zaljeva su znatno toplije i manje slane od Jonskog mora te su stoga bogate ciplima, listovima i jeguljama.
Zaljev je dobio ime po antičkom gradu Ambraciu koji se nalazio u blizini. Drugo alternativno ime Zaljev kod Arte dolazi od imena današnjeg grada Arta koji leži na istom mjestu kao i antička Ambracia.
Kod Ambracijskog zaljeva leže brojni arheološki ostatci antičkih gradova : Actium, Nicopolis, Argos Ippatum, Limnaea i Olpae.

## Povijest
Kod zaljeva se odigrala slavna pomorska Bitka kod Akcija iz rimskih vremena, 31. godine pr. Kr.)
Od grčke nezavisnosti 1832. pa sve do Drugog balkanskog rata (1913.), zaljev je bio granica između Osmanskog Carstva i Kraljevine Grčke.

## Vanjske poveznice
- Okruženje Ambracijskijskog zaljeva  Arhivirana inačica izvorne stranice od 14. prosinca 2009. (Wayback Machine) (njem.)